# Транзитная реклама
Транзитная реклама (от англ. transit advertising — реклама на транспорте) — это разновидность рекламы, несущая информацию, которая может быть представлена в любом формате (текстовом, графическом, визуальном или ином), установленная как на внешней части транспортных средств, так и на внутренней, а также на структурах, относящихся к транспортной системе, таких как, например, остановка общественного транспорта.

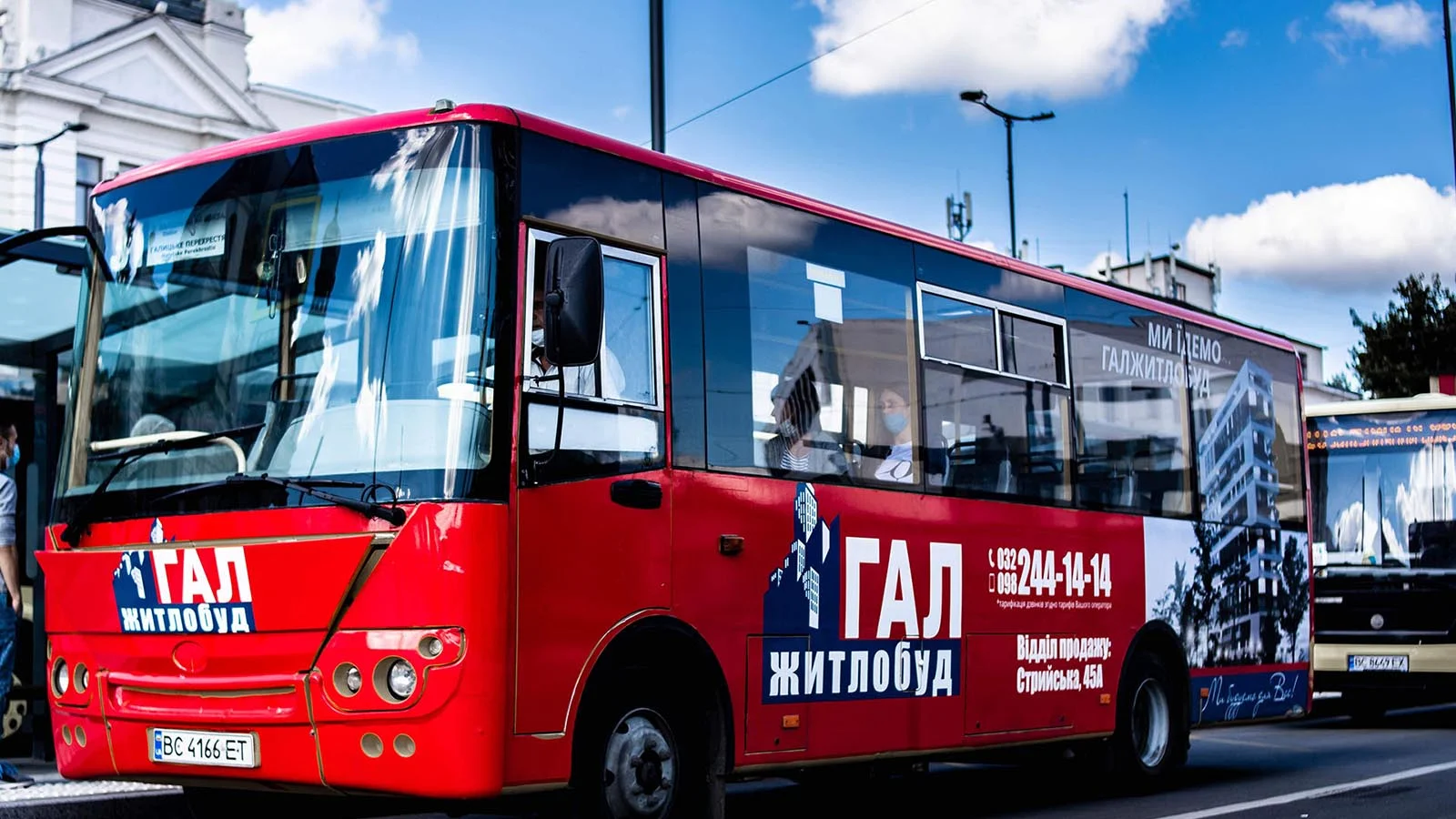
Транзитная реклама

Транзитная реклама узко направлена на размещение рекламной информации на или в транспорте, которая напрямую обращена к людям, побуждающая к каким-то действиям или наталкивающая на какие-то выводы.

## История
Наиболее вероятно, что транзитная реклама возникает в период появления общественного транспорта именно в конце 19 в. — начале 20 в.
Ещё одной причиной, побудившей к появлению транзитной рекламы, может выступать тот факт, что именно в 20 веке реклама приобрела массовый характер, благодаря чему возникли различные, более совершенные средства создания и её распространения, одним из которых является реклама на транспорте.
Назайкин А. Н. утверждает, что транзитная реклама берет начало с 90-х 20-го века, в период экономических реформ. Она быстро нашла свою аудиторию и с середины 1997 г. большинство троллейбусных и трамвайных парков выпускало на маршруты около 70 % оформленных машин.
Саркисян О. в книге «Транзитная реклама» условно разделяет 4 этапа российской транзитной рекламы: этап бурного развития рекламы в мегаполисе, этап становления и специализации, этап переноса акцента с мегаполиса на регионы, этап послекризисного развития, то есть сегодняшнее время. Саркисян также отмечает, что историю развития рекламы в наземном, подземном, железнодорожном транспорте необходимо рассматривать по отдельности, поскольку данные аспекты двигаются в различном направлении.

## Функции
- Продвижение товара, привлечение клиентов.
- Информирование потенциальных клиентов о товаре или услуге.
- Формирование имиджа, представление о компании, товаре и т. д.
- Стимулирование объёма, увеличения уровня продаж, регулирование сбыта.
- Побуждение к приобретению товара или услуги.
- Подкрепление прежнего опыта, то есть убеждение клиента в правильности его выбора.

## Аудитория
Реклама на транспорте воздействует на все слои населения. На красочные троллейбусы и автобусы обращают внимание не только пешеходы и пассажиры, но и водители автотранспорта. А специфика метро заключается в том, что им пользуется всё население, вне зависимости от материального положения.
Объем аудитории и восприятие транзитной рекламы зависит от следующих факторов: от количества проживающих в регионе/городе, от способа передвижения, от длительности контакта с рекламным материалом, от способа взаимодействия с ним (на каком расстоянии находится информация, под каким углом и т. д.), от степени загруженности общественного транспорта (например, при высокой плотности пассажиров в общественном транспорте наблюдается минимальное взаимодействие с рекламной); от погодных условий — в темное время суток или в плохую погоду (снег, дождь, туман) не видны или плохо видны наружные рекламы на транспортах.

## Виды

### По месту размещения
Согласно Бернадской, транзитная реклама делится на 4 вида.
1. Наружная реклама на транспорте — размещение рекламной информации на внешней поверхности транспортного средства;
2. Внутрисалонная реклама — размещение рекламной информации внутри транспортного средства;
3. Реклама на транспортных сооружениях — на остановках наземного транспорта, железнодорожных, авто- и аэровокзалах, в портах, на станциях и т. д.
4. Реклама на междугороднем и международном транспорте.

### По средству воздействия
- Звуковая (аудио или видеореклама);
- Графическая (изображение, стикеры и т. д.);
- Световые экраны (информация на дисплеях);
- Полиграфическая/печатная (принты, листовки, наклейки, визитки)[5].

### По средству восприятия
- Динамичная — подвижная рекламная информация (реклама на транспорте);
- Статичная — малоподвижная рекламная информация (реклама внутри транспорта).

### Согласно Саркисяну, есть 3 вида транзитной рекламы[6]

#### Реклама в метро
- Липкая аппликация (стикеры) в салонах, на дверях вагонов, на дверях вестибюлей станций, на турникетах;
- постеры в переходах, на сводах переходов, на путевых стенах;
- щиты на эскалаторных спусках, в вестибюлях станций и переходов;
- наружные рекламно-информационные установки;
- лайтбоксы;
- реклама на схеме метро;
- радиореклама.

#### Реклама на наземном транспорте
- Элемент городского пейзажа;
- Троллейбусы;
- Трамваи;
- Автобусы;
- Корпоративный транспорт;
- Остановки.

#### Реклама на железных дорогах
- Вокзалы;
- Платформы;
- Пригородные электропоезда и поезда дальнего следования.

## Ограничения транзитной рекламы
- Перегруженность как изобразительными, так и текстовыми элементами, точно так же, как и мелкий или нечитаемый шрифт[7];
- Однообразие формата баннеров, макетов рекламы, с течением времени, ведет к торможению творческого процесса;
- Ограниченность в размерах;
- Ограничение в задействовании определённых цветов красок, элементов и т. п.
- Сезонные ограничения, связанные с временем года;
- Размещение заведомо привлекательных для вандалов позиций, которые могут быть испорчены[8];
- Запрет рекламы алкогольных напитков, табака и табачных изделий[9].

## Доводы за и против

#### Преимущества
- Транзитная реклама характерна массовостью — обширный обхват аудитории потенциальных потребителей;
- Избежать контакта с транзитной рекламой практически невозможно. Любой человек, независимо от возраста, рода занятий и других характеристик, выходя на улицу каждый день, видит транзитную рекламу и испытывает на себе её действие[10];
- Возрастание аудитории рекламы в и на транспорте находится в пропорциональной зависимости от увеличения уровня автомобилизации/мобильности населения;
- Транзитная реклама предоставляет гарантированную повторяемость воздействия на одну и туже аудиторию[11];
- Использует простые, краткие формулировки, легкодоступные для восприятия аудитории;
- Позволяет применять разнообразные средства, форматы преподнесения информации при низких затратах;
- Транзитная реклама обеспечивает непрерывное, продолжительное воздействие на людей, используя подробное информирование о рекламируемом товаре/услуге;
- У рекламодателя есть возможность выбрать для своей рекламы то транспортное средство, которое пользуется высоким спросом у его целевой аудитории;
- Возможность таргетинга рекламы. В зависимости от характеристик товара, рекламу на транспорте можно сконцентрировать в определённом районе города, где расположены центры продаж данного товара, или охватить все районы, если товар продается в каждом магазине. Также возможен таргетинг по уровню благосостояния потенциального покупателя. Рекламу можно ориентировать на аудиторию со средним достатком, разместив сообщения в спальных районах города, или ориентировать на аудиторию более обеспеченную, представив рекламу на транспорте, проходящем по «дорогим» улицам города[10].

### Недостатки
- Транзитная реклама не способна осуществить охват всех слоев населения. Например, люди, не использующие общественный транспорт, обладают собственным автомобилем;
- Высокая плотность пассажиров в периоды наивысшей нагрузки транспорта затрудняет взаимодействие с рекламной информацией;
- Реклама навязывает товар/услугу, даже если в ней нет необходимости;
- Кратковременный контакт при использовании внешней транспортной рекламы;
- Ограниченное в формате/размере рекламных носителей, за исключением отдельных видов;
- Транзитная реклама не обладает статусом престижного средства рекламы;
- Реклама может быть подвержена актам вандализма и неблагоприятным природным условиям;
- Транзитной рекламе необходим постоянный контроль над состоянием внешнего вида рекламного носителя.

## Эффективность
На эффективность транзитной рекламы может влиять множество факторов: формат, материал, цвет, местоположение, ракурс, подсветка, вид и тип рекламной кампании и т. д.
Каждая транзитная реклама имеет собственные, индивидуальные показатели: общий людской поток и люди, действительно обратившие внимание на рекламу. Для данной оценки в транзитной рекламе используются специализированные рейтинги, демонстрирующие количество контактов аудитории.
Наиболее важные требования/особенности транзитной рекламы, способствующие увеличению её показателей эффективности:
- Простота и легкость в восприятие — она должна быть ясной, хорошо различимой, хорошо читаемой за то короткое время, которое находится в поле зрения потребителей[7];
- Привлечение внимания — яркие цвета, крупный шрифт;
- Повторяемость — частота встречаемости;
- Охватывать целевую аудиторию.

## Критика
Транзитная реклама по праву считается одним из самых распространённых и перспективных видов наружной рекламы и является неотъемлемой частью городской инфраструктуры. Транспорт с рекламой на бортах рассматривается не только как эффективное рекламное средство, но и как один из элементов информационной среды города. Этот вид рекламы наиболее привлекателен: он обходится значительно дешевле, чем реклама на многих других носителях. При этом её эффективность ничуть не меньше.
Российский рекламный рынок на транспорте преимущественно развивается в одном направлении — практикуется окраска корпуса машин и нанесение (с помощью различных технологий) соответствующих изображений, это самый трудоемкий и затратный метод рекламирования. Постепенно осваивается внутреннее пространство салонов, которые оформляются стикерами, используются возможности аудио- и видеорекламы и пока мало применяется рекламное декорирование транспорта на короткий срок (флажки, оклейка тентов, легкие световые коробы и надувные конс-трукции на крыше).
Более 75 % населения Российской Федерации проживает в городах, а поскольку собственные автомобили являются не всем доступным способом передвижения, городской общественный транспорт исключительно важен для населения. Не менее важен он и для рекламодателей. Его много, он заметен, и количество маршрутов только увеличивается с ростом городов. По некоторым оценкам, услугами общественного транспорта пользуются 36 млн пассажиров в год. Почти 80 % пассажиров тратят до 1 часа в день на поездки городским транспортом, примерно 17 % — от 1 до 2 часов в день, а около 3 % — более 2 часов. Приведенные цифры говорят об исключительности транспорта как рекламного носителя. Он движется сам, он перевозит людей, он передвигает и продвигает рекламу.